# بورتريه الفروسية لتشارلز الخامس
بورتريه الفروسية لتشارلز الخامس هي لوحة زيتية رسمها تيتيان في عام 1548، اللوحة حالياً ضمن مقتنيات متحف ديل برادو في مدريد.